# 循環素数
循環素数（英語: Circular prime）とは、10進数における各桁を循環するように並べ替えた数がすべて素数となるようなものである。具体的には、1193は循環素数で、並び替えた1931, 9311,3119のすべてが素数になる。
2桁以上の循環素数は、1,3,7,9で構成される。これは、0,2,4,6,8を含む数であればどこかの並びで2で割り切ることができ、0,5を含む数であれば5で割り切ることができるためである。

以下は既知の循環素数である(ただし、1桁の素数またはレピュニット数は並び替えはできないがここに含まれる。)
2, 3, 5, 7, R2, 13, 17, 37, 79, 113, 197, 199, 337, 1193, 3779, 11939, 19937, 193939, 199933, R19, R23, R317, R1031, R49081, R86453, R109297, R270343, R5794777, R8177207
ここで、Rnはn桁のレピュニット素数である。なお、1023まで循環素数は上記以外に存在しない。
また、似たようなものとして置換可能素数があるが、これは循環素数の部分集合である(すべての置換可能素数は循環素数だが、逆は必ずしも成り立たない)。

## N進法

### 十二進法
十二進法における循環素数は以下のとおり(Ɛ:10,ᘔ:11とする)。
2, 3, 5, 7, Ɛ, R2, 15, 57, 5Ɛ, R3, 117, 11Ɛ, 175, 1Ɛ7, 157Ɛ, 555Ɛ, R5, 115Ɛ77, R17, R81, R91, R225, R255, R4ᘔ5, R5777, R879Ɛ, R198Ɛ1, R23175 と R311407.
ここで、Rnとは十二進法におけるレピュニット素数。十二進法では、1212の範囲で上記以外の循環素数は存在しない。

### 二進法
二進法では、メルセンヌ素数が循環素数になる。これは、0を含むと偶数となるためである。